# Ceratophygadeuon substriatus
Ceratophygadeuon substriatus är en stekelart som beskrevs av Henry Keith Townes, Jr. 1983. Ceratophygadeuon substriatus ingår i släktet Ceratophygadeuon och familjen brokparasitsteklar. Inga underarter finns listade i Catalogue of Life.